# Grundlsee (Roman)
Grundlsee ist ein Familienroman des österreichischen Schriftstellers Gustav Ernst aus dem Jahr 2013. Die Erstausgabe erschien im Haymon Verlag.

## Handlung
Die drei Kinder John, Bella und Lili verbringen jedes Jahr einen schönen Sommer mit ihren Eltern am Grundlsee. An der Tagesordnung stehen die üblichen Schwierigkeiten des Alltags und kleinere Dispute.
Nach dieser Szene ist ein Schnitt: Nun sind etwa zehn Jahre vergangen, das Ehepaar verbringt den Sommer erstmals ohne Kinder am Grundlsee. Die Gedanken sind trotzdem bei den Kindern, da diese aus Sicht der Eltern nur selten anrufen.
Obwohl die Familie immer gut funktioniert hat, zerbricht diese Gemeinschaft nach und nach, ohne dass es Streitigkeiten gegeben hätte. Man nimmt sich jedoch nicht die Zeit, um miteinander zu kommunizieren. Die Kapitel bringen in Folge immer wieder einen Zeitsprung mit sich.
Die Kinder ziehen nach und nach ins Ausland. John zieht Den Haag an, Lilli zieht nach Brüssel, und Bella, die am längsten in Wien bleibt, zieht letztendlich als Ärztin nach Baltimore in die Vereinigten Staaten. Die Familie sieht sich kaum noch, immer ist etwas anderes wichtiger als ein Familientreffen oder auch nur ein Telefonat.
Als der Vater bei einem Flugzeugabsturz in Asien ums Leben kommt, merken die Kinder, wie schnell es zu spät sein kann.
Bei den spärlichen Treffen stellen sie Jahre später fest, dass die Zeit am Grundlsee die schönsten Kindheitserinnerungen sind.
Zu diesem Zeitpunkt sind sie längst in ihren mittleren Jahren. Jedoch sterben auch sie nach und nach relativ früh: John stirbt beim Schwimmen im Meer und Lilli wird bei einem Raubüberfall in Paraguay ermordet. Die letzte noch lebende Tochter bilanziert schließlich: Der Grundlsee ist mein größtes Grab. Auch sie stirbt relativ früh an Brustkrebs.
Im Abspann macht sich die Tochter Johns auf die Suche nach dem Haus am Grundlsee.
Der Roman wird über mehrere Generationen konsequent in der Ichform aus der Sicht des Vaters erzählt. Der Vater verfolgt die Geschehnisse in seiner Familie noch einige Jahrzehnte, auch aus dem Jenseits, bevor die Dinge vor seinen Augen langsam wie Seifenblasen zerplatzen.

## Rezensionen
Sebastian Fasthuber rezensierte den Roman in der österreichischen Wochenzeitung Falter vom 13. März 2013 und kam zu dem Ergebnis, dass Gustav Ernst, der für seine Geschichten mit Brutalität und Grausamkeiten in Familien bekannt ist, in diesem Roman eine ganz andere Seite aufzeigt. Der Roman ist einfühlsam. In der Rezension wird auch ein Statement von Gustav Ernst an seinem 60. Geburtstag angeführt. Er meinte, dass es, wenn man beim Schreiben milde wird, vorbei ist.
Laut Martin Kubaczek, der den Roman für die Neue Zürcher Zeitung rezensierte, sind die Dialoge und Sätze sehr kurz aber auch prägnant gehalten. Dadurch wird vor allem der Verlust in den Vordergrund gestellt, während die anderen Sachen vielmehr im Hintergrund erwähnt werden.